# Tripolitanien

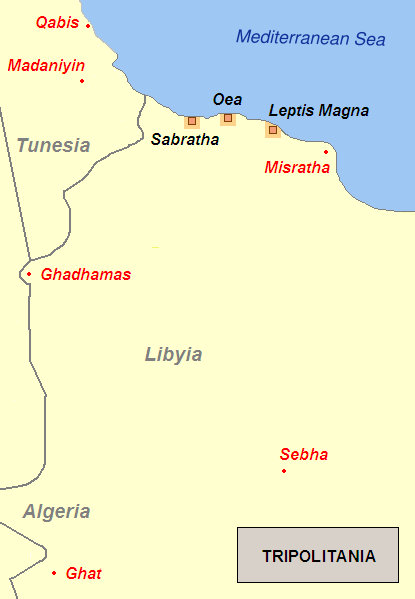
karta över Tripolitanien

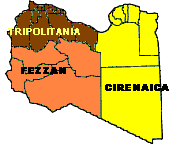
Tripolitanien - Cyrenaika - Fezzan

Tripolitania (arabiska Tarabulus, grekiska tri - tre, polis - stad) är den västliga kustregionen i Libyen. Ursprungligen var det ett fenikiskt stadsområde om tre städer som kontrollerade handeln i området.

## Historia
Hamnstäderna byggdes upp av fenicier på 700-talet f.Kr. och utgjorde den östra delen av Karthagoriket under 300-talet f.Kr. Området hamnade sedan under Numidien under 200-talet f.Kr. Efter kriget mot Romarriket år 46 f.Kr. införlivades städerna i den romerska provinsen Africa Terra.
Vandalerna övertog området år 435 och sedan övertog Bysantinska riket makten på 600-talet. Araber styrde området på 700-talet varpå det år 1551 hamnade under det Osmanska riket. Osmanska riket styrde området fram till år 1912 då Italien erhöll området. Under andra världskriget ockuperades området av de allierade.
1951 förenades de tre territorierna Cyrenaika, Fezzan och Tripolitanien för att bilda kungadömet Libyen.

## Tillhörande städer
- Oea - nutida Tripoli
- Sabratha - nutida Jamahiriya
- Leptis Magna - nutida övergiven, nära Al-Khums

### Fotnoter
1. ↑  World Statesmen (läst 4 april 2011)